# 子供の情景
『子供の情景』（こどものじょうけい、ドイツ語: Kinderszenen）作品15は、ロベルト・シューマンが作曲したピアノ曲の代表作のひとつ。特に第7曲『トロイメライ』は名高い。

## 概要

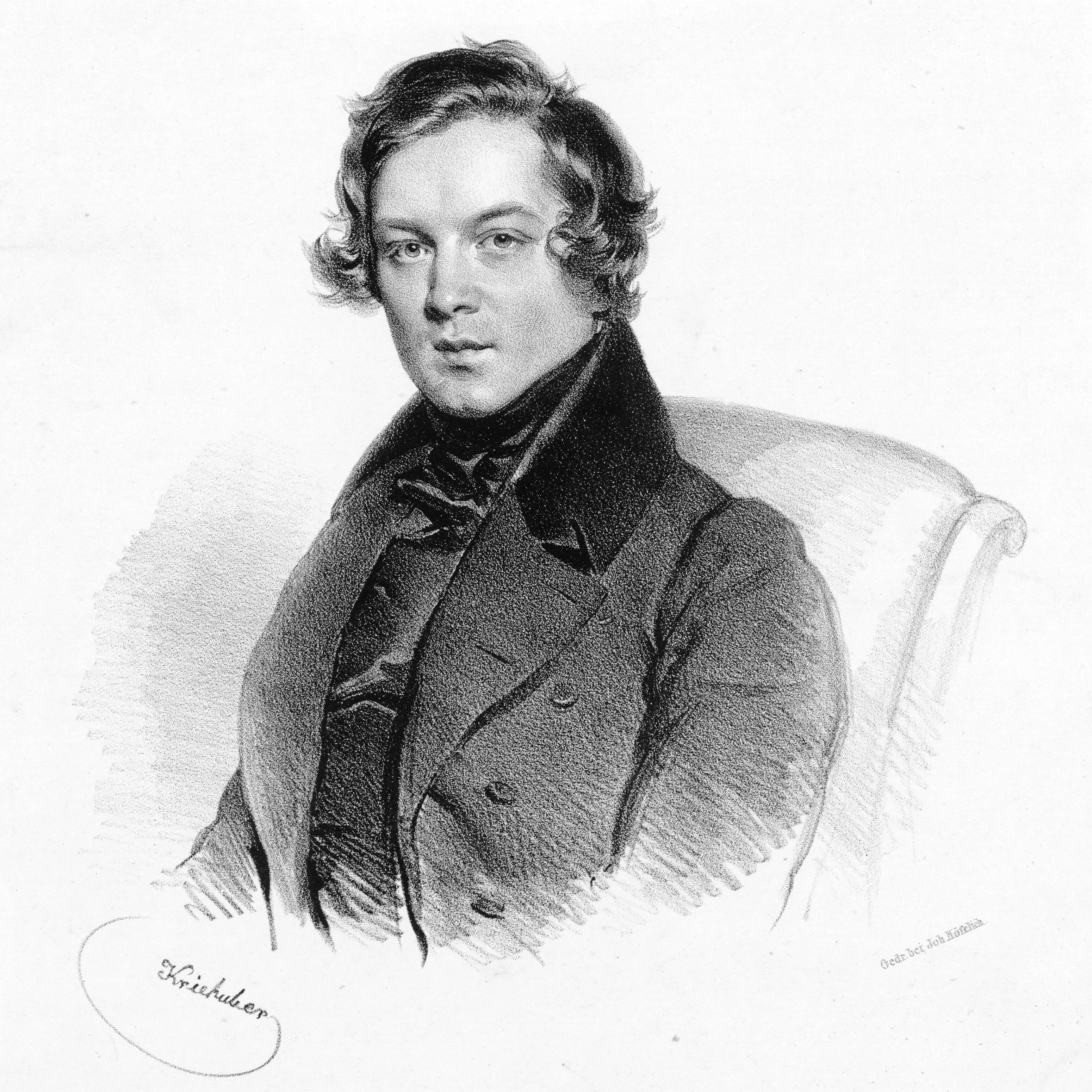
シューマン（1839年）

作曲は1838年に着手され、曲の大部分は1838年2月から3月にかけて作られ、全曲の完成は4月まで要した。（ただし一部は前年の1837年から作られている）。同年の3月19日（17日もしくは18日とも）にクララへ宛てた手紙の中で、「時々あなたは子供に思えます」という言葉の余韻の中で作曲に至ったという。そしてシューマンは30曲ほど作った小品の中から、12曲を選び出して『子供の情景』と名付けたという。シューマンの日記によると「トロイメライ」が2月24日に、「十分に幸せ」が3月11日にそれぞれ作曲されている。なお13番目に作られた曲がどれなのかは不明である。
出版は1839年2月にライプツィヒのブライトコプフ・ウント・ヘルテル社より。シューマンは作品の完成後にブライトコプフ社に楽譜を送付して出版を望んだが、理由は不明だが大きく遅れてしまい、催促の末に翌年の2月になって初版が出版された。
この曲はフランツ・リストを感動させた。彼は「この曲のおかげで私は生涯最大の喜びを味わうことができた」とシューマンへの手紙に書き、週に2、3回は娘のために弾いていると明かしている。「この曲は娘を夢中にさせますし、またそれ以上に私もこの曲に夢中なのです。というわけで私は、しばしば第1曲を20回も弾かされて、ちっとも先に進みません。」
シューマンは後に、『子供のためのアルバム』作品68や『子供のための3つのピアノソナタ』作品118などの子供の学習用のピアノ曲を作曲している。しかし作曲者本人の語るところによると、『子供の情景』はそれらの作品とは異なる「子供心を描いた、大人のための作品」である。

## 曲の構成
全13曲からなり、標題がそれぞれ付けられている。演奏時間は約18分。
- 第1曲 見知らぬ国と人々について （Von fremden Ländern und Menschen）

ト長調、4分の2拍子。
「異国から」とも。全体はA-B-Aのリート形式（または三部形式）による。左手内声はBACH音型が見られる。
- 第2曲 不思議なお話 （Kuriose Geschichte）

ニ長調、4分の3拍子。
「めずらしいお話」とも。16分音符による快活な曲。装飾音符の効果的使用や休符を挟む形での付点リズムによる躍動的部分とレガートで対位法的書法の部分の組み合わせによる。
- 第3曲 鬼ごっこ （Hasche-Mann）

ロ短調、4分の2拍子。
16分音符のスタッカートであるが、遊びに夢中になっている子供を表現しているという。テンポは4分音符=120でまとめられる。
- 第4曲 おねだり （Bittendes Kind）

ニ長調、4分の2拍子。
第1曲の動機と同じ音程関係で開始される（ただしリズムは変えている）。
- 第5曲 十分に幸せ （Glückes genug）

ニ長調、4分の2拍子。
「幸せいっぱい」「満足」とも。
- 第6曲 重大な出来事 （Wichtige Begebenheit）

イ長調、4分の3拍子。
付点リズムが特徴的な曲。第1曲の中間部冒頭の高声音型が含まれている。
- 第7曲 トロイメライ（夢） （Träumerei）

ヘ長調、4分の4拍子。
作曲者のピアノ曲の中で最も有名なもののひとつ。各種楽器用に編曲も幅広い。中声部に複雑な和声進行をすることで幻想的な音響を形成するのは作者の常であるが、曲想と一致していて最も効果をあげた作品。4小節の旋律が上昇・下降するが、これは8回繰り返される。
- 第8曲 暖炉のそばで （Am Kamin）

ヘ長調、4分の2拍子。
「炉端で」とも。第7曲と同じくハ音からヘ音の4度跳躍で開始するが、主題を構成する動機そのものが同じである。
- 第9曲 木馬の騎士 （Ritter vom Steckenpferd）

ハ長調、4分の3拍子。
シンコペーションと3拍目のアクセントによる。
- 第10曲 むきになって （Fast zu ernst）

嬰ト短調、8分の2拍子。
原題を直訳すると「ほとんど真面目すぎるくらい」である。前曲と同じくシンコペーションのリズムが旋律の形成の中核を担っている。
- 第11曲 怖がらせ （Fürchtenmachen）

ト長調、4分の2拍子。
「おどかし」とも。A-B-A-C-B-Aの6つの部分からなる。感傷的な旋律の遅い部分とスケルツォ風の速い部分が交互におかれる。
- 第12曲 眠りに入る子供 （Kind im Einschlummern）

ホ短調、4分の2拍子。
ゆったりとした動きで開始し、中間部はホ長調になる。なお第12曲はワーグナーの楽劇『ヴァルキューレ』の「眠りの動機」と類似していることが指摘されている。
- 第13曲 詩人は語る （Der Dichter spricht）

ト長調、4分の4拍子。
ここで言う詩人とは作曲者のことを指す。

## その他
- 二次創作として、イタリアの現代作曲家ダヴィデ・アンツァーギ（Davide Anzaghi,1936- ）がシューマン没後150年を記念して、ピアノ独奏のための『シューマン組曲』を2006年に完成した。作品の素材は全てこの子供の情景からとられた。
- メトロノームの表示は初版の第2刷から付けられたが、数値はクララが校訂した版では変更されており、後に作曲者の指定した数値に戻されている。
- フランツ・リストはこの作品に大きな関心を持っており、ウィーンの出版社ハスリンガー社から初版を送られた時には、作曲者に宛てた返礼を送っている（1839年6月）。

## 「子供の情景」を使用した作品
- 第1曲 見知らぬ国と人々について
  - 岡山から出雲市を結ぶ特急「やくも」の車内では、オルゴール調にアレンジされた『第1曲 見知らぬ国と人々について』が車内チャイムとして流れる。
  - 濱口竜介の映画「偶然と想像」でメインテーマとして流れる。

- 第7曲 トロイメライ（夢）
  - ウルトラQ dark fantasy - 第23話「右365度の世界 ～ALICE in the 365 degree world～」にて、BGMとしてオルゴール用にアレンジしたものと室内楽用にアレンジしたものが使用されている。
  - 転校生 - オープニングとエンディングのモノクロシーンでオーケストラ用に編曲されたものが使用されている（編曲：八田耕治、演奏：朝比奈隆指揮、大阪フィルハーモニー交響楽団）。
  - ヤスミン・アフマド『ムクシン』（英語版）
  - 音楽ファンタジー・ゆめ - 第1期 #44 編曲：葵新吾
  - ジュエルペット サンシャイン - 第30話「ルビーが花音でイェイッ!(後編)」で前回、ルビーと魂が入れ替わった花音が御影を前に元の姿に戻れたときのシーン。
  - スーパーカブ(アニメ) - 第5話終末部で使用。
  - かがみの孤城(アニメ映画) - 孤城の暖炉の間にあった大型ディスクオルゴールの曲として使用。

## 参考資料
- 『作曲家別名曲解説ライブラリー23 シューマン』 音楽之友社,1995年
- 『名曲事典 ピアノ・オルガン編』 音楽之友社,千蔵八郎,1977年
- 小林利之『大作曲家は語る』 東京創元社、1977年12月10日。p.243

## Media
見知らぬ国と人々について
- Kinderszenen Donald Betts BinAural Collaborative Hypertext Shockwave